# Evax
Evax là một chi thực vật có hoa trong họ Cúc (Asteraceae).

## Loài
Chi Evax gồm các loài: